# Puertecito de la Virgen
Puertecito de la Virgen es una localidad del estado mexicano de Aguascalientes. Es parte del municipio de San Francisco de los Romo.

## Demografía
| Gráfica de evolución demográfica |
|                                  |

| Censo | Población |
| ----- | --------- |
| 1900  | 126       |
| 1910  | 105       |
| 1921  | 127       |
| 1930  | 153       |
| 1940  | 4         |
| 1950  | 130       |
| 1960  | 55        |
| 1970  | 413       |
| 1980  | 609       |
| 1990  | 1 045     |
| 2000  | 1 426     |
| 2010  | 1 976     |
| 2020  | 2 353     |